# Heathenreel
«Heathenreel» — дебютний студійний альбом італійського фольк-метал/павер-метал-гурту Elvenking. Реліз відбувся 23 червня 2001 року.

## Список композицій
| #   | Назва                                                                            | Тривалість |
| --- | -------------------------------------------------------------------------------- | ---------- |
| 1.  | «To Oak Woods Bestowed»                                                          | 0:46       |
| 2.  | «Pagan Purity»                                                                   | 4:36       |
| 3.  | «The Dweller of Rhymes»                                                          | 4:49       |
| 4.  | «The Regality Dance»                                                             | 5:47       |
| 5.  | «White Whillow»                                                                  | 6:24       |
| 6.  | «Skywards»                                                                       | 5:33       |
| 7.  | «Oakenshield»                                                                    | 6:36       |
| 8.  | «Hobs An' Feathers»                                                              | 2:28       |
| 9.  | «Conjuring of the 14th»                                                          | 6:38       |
| 10. | «A Dreadful Strain»                                                              | 4:14       |
| 11. | «Seasonspeech»                                                                   | 7:39       |
| 12. | «Penny Dreadful (бонусний трек японського видання) (кавер-версія гурту Skyclad)» | 3:11       |

## Учасники запису
- Дамнагорас — вокал
- Ярпен — гітара, гроулінг
- Айдан — гітара, задній вокал
- Горлан — бас-гітара
- Зендер — барабан